# Noxa
Noxa (z lat. noceo, česky škodit) neboli škodlivina či škodlivá látka, je označení látky vyvolávající poškození lidského organizmu nebo životního prostředí.

## Lékařství
V lékařství se používá odvozený výraz nociceptivní, který znamená podnět vyvolávající somatickou či viscerální bolest (nocicepci).